# Ischyropsalis helvetica
Ischyropsalis helvetica is een hooiwagen uit de familie Ischyropsalididae.